# 1999年東南アジア競技大会
1999年東南アジア競技大会（1999ねん とうなんアジアきょうぎたいかい、マレー語: Sukan Asia Tenggara 1999、英語: 1999 Southeast Asian Games）は、1999年にブルネイのバンダルスリブガワンで開催されたスポーツ大会である。ブルネイが2年に一度開催される大会の開催国となったのはこれが初めてである。ブルネイの国王・ハサナル・ボルキアが、自身の名を冠したハサナル・ボルキア国立競技場で開会宣言を行って公式に開会した。

## マスコット
この大会の公式マスコットはアワン・ブディマンであった。（⇒画像参照）

## 国別メダル獲得数
| 順   | 国・地域           | 金  | 銀  | 銅  | 計  |
| ---- | ------------------ | --- | --- | --- | --- |
| 1.   | タイ (THA)         | 65  | 48  | 56  | 169 |
| 2.   | マレーシア (MAS)   | 57  | 45  | 42  | 144 |
| 3.   | インドネシア (INA) | 44  | 43  | 58  | 145 |
| 4.   | シンガポール (SIN) | 23  | 28  | 45  | 96  |
| 5.   | フィリピン (PHI)   | 19  | 27  | 40  | 86  |
| 6.   | ベトナム (VIE)     | 17  | 20  | 27  | 64  |
| 7.   | ブルネイ (BRU)     | 4   | 12  | 31  | 47  |
| 8.   | ミャンマー (MYA)   | 3   | 10  | 10  | 23  |
| 9.   | ラオス (LAO)       | 1   | 0   | 3   | 4   |
| 10.  | カンボジア (CAM)   | 0   | 0   | 0   | 0   |
| 総計 | 総計               | 233 | 233 | 312 | 778 |

## 実施競技
| - ウォータースポーツ - 空手道 - ゴルフ - サイクリング - サッカー - 射撃 - スカッシュ | - セパタクロー - 卓球 - テコンドー - テニス - ドラゴンボート - バスケットボール - バドミントン | - ビリヤード - フィールドホッケー - プンチャック・シラット（Pencak Silat） - ボウリング - ボクシング - 陸上競技 - ローンボウルズ |